# Enrico di Gheldria
Enrico di Gheldria (... – 1284) fu principe-vescovo di Liegi dal 1247 al 1274, quando fu deposto.

## Biografia
Era figlio del conte di Gheldria, Gerardo III, e fu eletto vescovo di Liegi nel 1247.
Partecipò alla vita politica sia dell'Impero, come fautore di Guglielmo II d'Olanda, che dei Paesi Bassi.
Si scontrò con il duca di Brabante Enrico III, che cercava di conquistare Saint-Trond, ma alla morte di Enrico III nel 1261 restò il signore più potente dei Paesi Bassi: come difensore della duchessa vedova, Alice, esercitò una notevole influenza sul Brabante; le contee di Hainaut e di Namur gli erano vassalle; era abate di Stavelot e Malmedy e alla sua politica erano legati pure la contessa di Fiandra, Margherita, e il conte di Gheldria, suo fratello maggiore Ottone.
La sua posizione fu indebolita dalla guerra contro il Brabante, che egli attaccò nel 1267 nel tentativo di recuperare la sua influenza su Malines, e da numerose rivolte popolari interne (una guidata da Enrico di Dinant contro l'autorità vescovile e l'egemonia del patriziato borghese sul governo della città di Liegi; un'altra segretamente sostenuta da Giovanni I, duca di Brabante).
Alienatosi il sostegno dei suoi sudditi del vescovato, essi fecero ricorso contro di lui a papa Gregorio X, che era stato arcidiacono di Liegi, accusandolo di dissolutezza, libertinaggio, commercio di cariche ecclesiastiche e dilapidazione dei beni della Chiesa.
Fu perciò convocato al concilio di Lione del 1274 e deposto.
Si ritirò in Gheldria e vi morì nel 1284; un cronachista di Liegi, Jean d'Outremeuse, riporta una improbabile notizia secondo la quale Enrico morì il 23 aprile 1285 ai piedi del castello di Franchimont alla testa di una banda di briganti di cui era diventato il capo.